# Невинац
Невинац је насељено место у општини Нова Рача, Бјеловарско-билогорска жупанија, Република Хрватска.

## Историја
До нове територијалне организације у Хрватској место је припадало бившој великој општини Бјеловар.

## Становништво
На попису становништва 2011. године, Невинац је имао 203 становника.

## Попис1991.
На попису становништва 1991. године, насељено место Невинац је имало 220 становника, следећег националног састава:
| Попис 1991.‍ | Попис 1991.‍ | Попис 1991.‍ | Попис 1991.‍ | Попис 1991.‍ |
| ----------- | ----------- | ----------- | ----------- | ----------- |
|             |             |             |             |             |
| Хрвати      | Хрвати      |             | 213         | 96,81%      |
| непознато   | непознато   |             | 7           | 3,18%       |
| укупно: 220 |             |             |             |             |